# Perdix (mitologia)
Perdix (em grego:  Πέρδιξ) é um personagem da mitologia grega, sobrinho  e pupilo de Dédalo. Ele foi morto por Dédalo, e, por este crime, Dédalo foi julgado, condenado e banido.
O nome do personagem é dado por alguns autores como Talo (Diodoro Sículo , Pseudo-Apolodoro) ou Calos/Kalos (Pausânias , Suda). Em alguns casos, Perdix é o nome da irmã de Dédalo.
Seu túmulo, no século II d.C., localizava-se em Atenas, no caminho entre a acrópole e o teatro

## Lenda segundo Ovídio
Este texto segue Ovídio
A irmã de Dédalo colocou seu filho, Perdix, sob os seus cuidados, para aprender com ele as artes mecânicas. Perdix era um estudante apto, e mostrou uma contundente capacidade de aprendizado. Certa vez, caminhando na praia, teria observado o esqueleto de um peixe (ou, em outras versões, a mandíbula de uma serpente), e mais tarde teria tentado imitá-la, transformando um pedaço de ferro numa serra. Em outra ocasião construiu um compasso. Dédalo, invejoso dos feitos de seu sobrinho, aproveitou-se de uma ocasião que estavam juntos no topo de uma alta torre, e o empurrou dali, e espalhou o rumor de que fora um acidente. Atena, no entanto, a deusa que favorece o engenho, o viu cair e alterou seu destino, transformando-o num pássaro que posteriormente recebeu seu nome, a perdiz. O vigor que Perdix tinha foi absorvido pelas asas e pernas da perdiz. Este pássaro não constrói seus ninhos em árvores nem consegue dar altos voos, mas costuma utilizar tocas no solo e evita lugares altos. 